# Radiodonta
Radiodontes (em latim: Radiodonta) são uma ordem de artrópodes presente em todo o mundo durante o período Cambriano e que incluem os primeiros grandes predadores conhecidos. Também já foram chamados de  radiodontanos, radiodontides, anomalocarides ou anomalocaridides, embora os últimos mais tarde originaram a família dos anomalocaridídeos, que antes incluía todos as espécies da ordem, mas hoje só algumas delas.